# فرانسيس إيملي وايت
فرانسيس إيملي وايت (بالإنجليزية: Frances Emily White)‏ هي طبيبة أمريكية، ولدت في 1832، وتوفيت في 1903.